# Trabitz

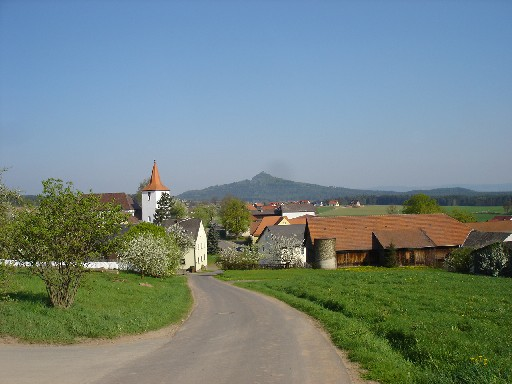
Burkhardsreuth mit Pfarrkirche St. Jakob, im Hintergrund der Rauhe Kulm

Trabitz ist eine Gemeinde im Oberpfälzer Landkreis Neustadt an der Waldnaab. Die Gemeinde ist Mitglied der Verwaltungsgemeinschaft Pressath.

## Geografie
Der Ort Trabitz liegt im Tal der Haidenaab, nordwestlich von Pressath.

### Gemeindegliederung
Die Gemeinde hat 20 Gemeindeteile (in Klammern ist der Siedlungstyp angegeben):
- Bärnwinkel (Dorf)
- Blankenmühle (Weiler)
- Burkhardsreuth (Pfarrdorf)
- Drahthammer (Dorf)
- Feilersdorf (Dorf)
- Feilershammer (Einöde)
- Fischgrub (Einöde)
- Gänsmühle (Einöde)
- Grub (Dorf)
- Grünbach (Weiler)
- Hub (Weiler)
- Kohlbach (Einöde)
- Kurbersdorf (Weiler)
- Pichlberg (Kirchdorf)
- Preißach (Dorf)
- Schmierhof (Weiler)
- Trabitz (Kirchdorf)
- Weihersberg (Kirchdorf)
- Zainhammer (Weiler)
- Zessau (Kirchdorf)

### Nachbargemeinden
| Stadt Neustadt am Kulm            | Gemeinde Kastl (bei Kemnath)                |                |
| Gemeinde Speinshart               | Kompassrose, die auf Nachbargemeinden zeigt | Stadt Pressath |
| Stadt Eschenbach in der Oberpfalz | Stadt Grafenwöhr                            |                |

## Geschichte

### Bis zur Gemeindegründung
Die Besiedelung der Gegend erfolgte im 12. Jahrhundert durch Slawen. Der Ortsteil Burkhardsreuth feierte im Jahr 1986 sein 800-jähriges Bestehen. Größter Grundherr in Preißach, Pichlberg und Feilersdorf war bis zur Säkularisation 1803 das Prämonstratenserkloster Speinshart. Die Familie Hirschberg hatte von 1625 bis in das 19. Jahrhundert das Landsassengut Weihersberg in ihrem Besitz. Trabitz wird in der Oberpfälzer Hammereinigung von 1387 als Standort von zwei Eisenhämmern genannt („Alb[brecht] von der Trebitz mit zwain hemern an der Trebitz“).
1808/10 wurde der Steuerdistrikt Preißach gebildet, zu dem auch Trabitz gehörte. Die politische Gemeinde Preißach wurde 1818 durch das Gemeindeedikt in Bayern errichtet.

### Eingemeindungen
Im Zuge der Gebietsreform in Bayern wurde am 1. Juli 1972 der Hauptort der aufgelösten Gemeinde Pichlberg mit damals etwa 100 Einwohnern (ungefähr die Hälfte der Gemeindebevölkerung) eingegliedert. Am 1. Januar 1975 kamen der größte Teil von Feilersdorf und Weihersberg dazu. Am 20. Oktober 1978 wurde die Gemeinde Preißach nach dem Ortsteil Trabitz umbenannt, in dem schon seit 1962 die Gemeindeverwaltung ihren Sitz hat.

### Einwohnerentwicklung
Zwischen 1988 und 2018 sank die Einwohnerzahl von 1362 auf 1293 um 69 bzw. um 5,1 %.

## Politik

### Gemeinderat
| Wahljahr | CSU        | Freie Wählergemeinschaft Weihersberg-Zessau (FWWZ) | Freie Wählergemeinschaft (FWG) | Freie Christliche Wählergemeinschaft (FCW) | Gesamt |
| -------- | ---------- | -------------------------------------------------- | ------------------------------ | ------------------------------------------ | ------ |
| 2020     | 5 (46,6 %) | 4 (30,8 %)                                         | 3 (22,6 %)                     | -                                          | 12     |
| 2014     | 6          | 3                                                  | 1                              | 2                                          | 12     |

### Bürgermeisterin
Carmen Pepiuk (* 1969) (CSU) ist seit Mai 2014 Erste Bürgermeisterin.

### Wappen
|                                          | Blasonierung: „Von Silber und Rot geteilt, oben ein springender roter Hirsch, unten ein silberner Turm.“ |
| Die Gemeinde führt das Wappen seit 1985. | |

## Sehenswürdigkeiten

### Baudenkmäler
- Schloss Feilershammer, Privatbesitz
- Schloss Weihersberg, Privatbesitz

## Wirtschaft und Infrastruktur

### Verkehr
Trabitz hat einen Bahnhof an der Bahnstrecke Weiden–Bayreuth, die von der agilis bedient wird.

### Ansässige Unternehmen
Größter Arbeitgeber der Gemeinde war der französische Automobilzulieferer Faurecia mit einem Werk in Trabitz. Der Betrieb war früher Teil der Leistritz Group (Nürnberg) und wurde Ende 2016 geschlossen.

### Bildung
- Schulverband Grund und Mittelschule am Rauhen Kulm. Seit dem Schuljahr 2011/12 ist Speinshart der einzige Schulstandort.
- Kindergarten in Trabitz

### Vereinsleben
- Freiwillige Feuerwehr[13]
- Gesangverein[14]
- Spielvereinigung[15]
- Stopselclub[16]
- Trachtenverein[17]
- Schützenverein[18]